# Ejabberd
ejabberd是一个开源的、分布式的、实时的、跨平台的、支持多种协议的XMPP服务器。ejabberd是一个功能强大的XMPP服务器，提供了许多强大的特性，包括消息存储、聊天室、多域名支持、路由规则、安全认证和加密等。它还支持许多扩展模块，可以满足各种应用场景的需求。ejabberd运行在多种操作系统平台上，包括Linux、Windows和macOS。
ejabberd由ProcessOne开发，最初于2002年发布。它是基于Erlang语言开发的，具有良好的实时性能和可靠性。ejabberd支持许多XMPP扩展协议，包括聊天室（MUC）、发现服务（disco）、订阅和发布（pubsub）、转发（BOSH）等。
ejabberd具有良好的可扩展性和可维护性。它支持多个节点之间的水平扩展，可以进行无缝扩展。此外，ejabberd还支持许多第三方扩展模块，可以根据应用场景的需求进行定制。例如，可以使用ejabberd_auth_http模块将ejabberd与外部身份验证系统集成，或者使用ejabberd_filter模块来过滤消息内容。
ejabberd还提供了许多管理功能，例如管理员控制台、群组管理、用户认证和授权、日志管理等。它还提供了一个Web界面，方便管理员进行配置和管理。